# Replay (voetbal)
Een replay is een voetbalwedstrijd die uitsluitend voorkomt bij bekertoernooien met een rechtstreeks knock-outsysteem. Het is een wedstrijd die wordt gespeeld door twee bepaalde ploegen die elkaar eerder op een gelijkspel hielden.

## Reglement
Het gaat pertinent om een extra wedstrijd die wordt gespeeld nadat een vorige wedstrijd na 120 minuten geen winnaar opleverde, om dermate een winnaar aan te duiden. Daarom dient de replay als een alternatieve formule voor het reguliere systeem met – in geval van gelijkspel na 90 minuten – achtereenvolgens een verlenging (2 maal 15 minuten) en strafschoppenserie (loterij). The Football Association, de Engelse voetbalfederatie, heeft gebruik gemaakt van de regel voor de (vroege speelrondes van de) twee belangrijkste Engelse bekertoernooien, de FA Cup en de League Cup.
Men speelt louter 120 minuten als zich na 90 minuten geen winnaar aandient. In de regel speelt een bepaalde club de eerste wedstrijd van een gegeven bekerconfrontatie thuis en als er na die eerste wedstrijd geen winnaar uit de bus is gekomen, speelt de andere club op zijn beurt de replay thuis. Beide wedstrijden, de 'eerste' wedstrijd én de replay, kunnen ook op neutraal terrein doorgaan.
Een beroemd voorbeeld van neutraal terrein uit Engeland is Wembley Stadium. Dit is het nationale voetbalstadion waar het Engels voetbalelftal zijn thuiswedstrijden afwerkt. In die extra wedstrijd, de replay, treden dan de 'gewone' aanvullende regels van het knock-outsysteem weer in voege met dus eventueel verlenging en strafschoppen.

## Verschillen
Het markantste verschil met de gekende formule is dat een strafschoppenserie wegvalt om de replay te kunnen bekomen. Een systeem met een replay verschilt ook van een regeling waarbij uitdoelpunten een belangrijke rol kunnen spelen. Het resultaat van de 'eerste' wedstrijd telt voor het spelen van een replay namelijk niet meer mee aangezien de heen en terug-regel niet geldt. Beide ploegen beginnen de replay weer van nul af aan en spelen een 'nieuwe' wedstrijd van 90 minuten met mogelijk een verlenging en eventueel strafschoppen.
De 'replay' moet niet worden verward met een inhaalwedstrijd, een wedstrijd die op de kalender wordt verplaatst na een afgelasting.

## Idee
Met de replay werd een eerlijk systeem bedacht om het bekende reglement met kwalificatie en uitschakeling doelmatig te stipuleren. Men refereert doorgaans aan een replay als 'rematch' in het boksen.